# Pap Domokos
Pap Domokos (Kolozsvár, 1894. május 2. – Balatonszepezd, 1970.) festőművész, grafikus.

## Életútja
Középiskolát szülővárosában végzett; a budapesti Képzőművészeti Főiskolán 1913-ban Ferenczy Károly és Réti István irányításával kezdte meg tanulmányait, s azokat háborús frontszolgálat és orosz fogság után 1918–19-ben folytatta, majd a nagybányai festőiskola növendéke. Kolozsvárt rajztanár (1920–27), ez idő alatt képzőművészeti-kritikai írásai jelentek meg az Ellenzékben. Elsők között számolt be Szolnay Sándor pályakezdéséről és méltató írásban búcsúztatta az 1925-ben elhunyt Gyárfás Jenőt.

## Munkássága
Festményei nagyobbrészt portrék, tájképek és vallásos kompozíciók. Foglalkoztatták a sokszorosító grafika lehetőségei is: 1922-ben húsz kőrajzát válogatta albumba. Egyházi támogatással tanulmányúton Itáliában járt (1926-27). Hazatérve áttelepedett Magyarországra s a Balaton mellett Szepezden élt. 1940-ben még egyszer visszatért Kolozsvárra, ahol a Magyar Képzőművészek Egyesületének megbízásából kiállítást szervezett.

## Kötete
- Pap Domokos 20 eredeti kőrajza (Kolozsvár, 1922)